# Seznam italských křižníků

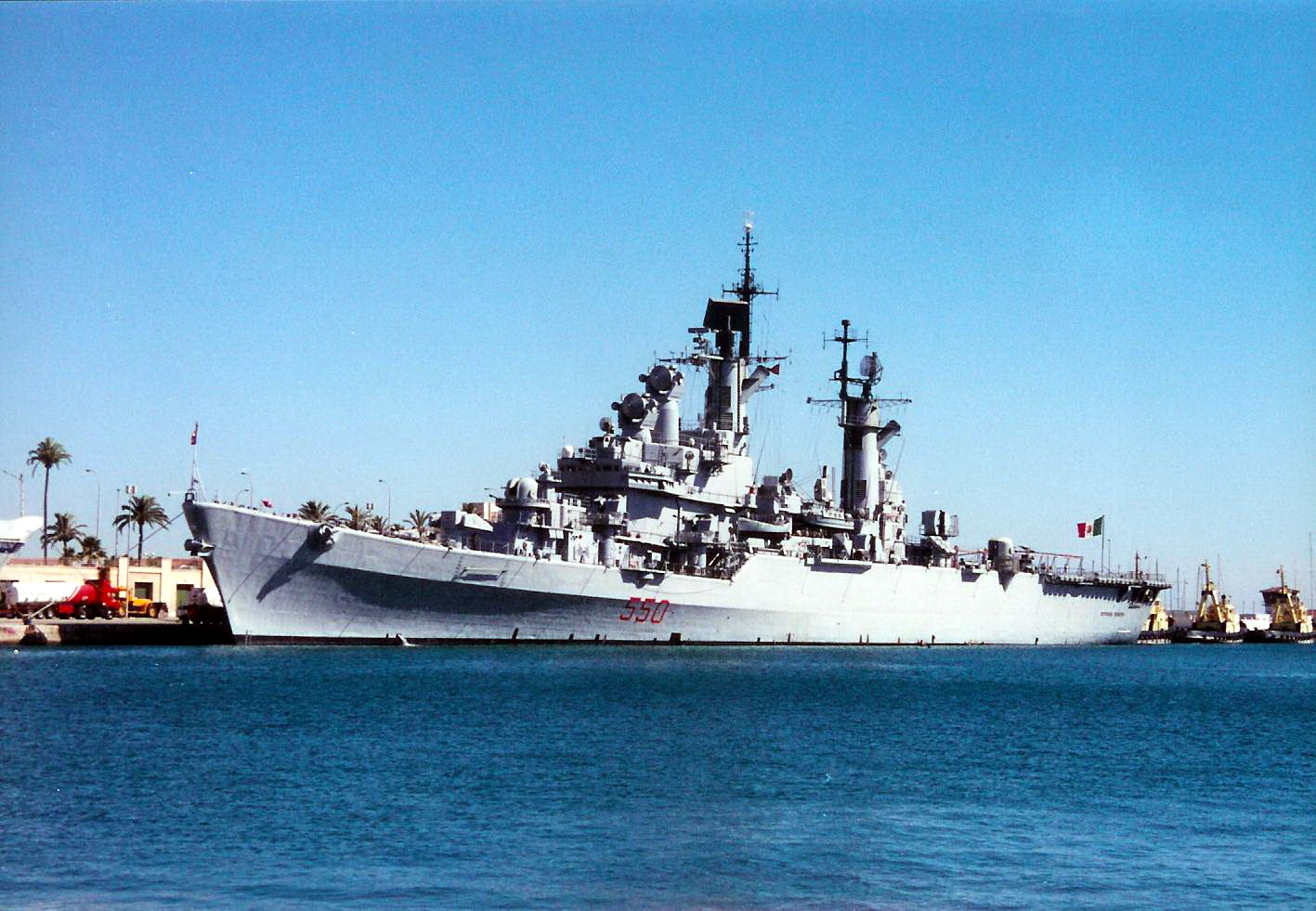
Vittorio Veneto

Seznam italských křižníků zahrnuje křižníky postavené pro Italské královské námořnictvo a Italské námořnictvo. Za lodě stavěné v sérii je uvedena celá třída.

## Chráněné křižníky

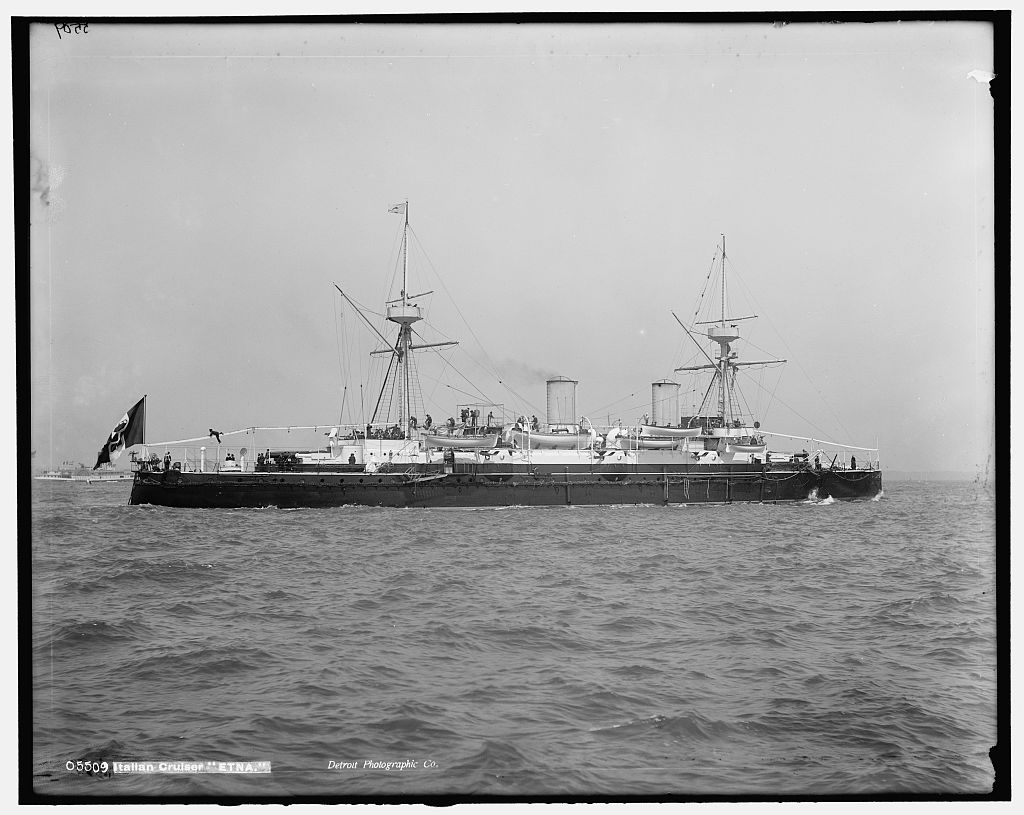
Etna

- Giovanni Bausan
- Třída Etna
- Dogali
- Piemonte
- Třída Regioni
- Třída Agordat
- Libia

## Koloniální křižníky
- Calabria
- Třída Basilicata

## Průzkumné křižníky
- Quarto
- Třída Nino Bixio

## Pancéřové křižníky

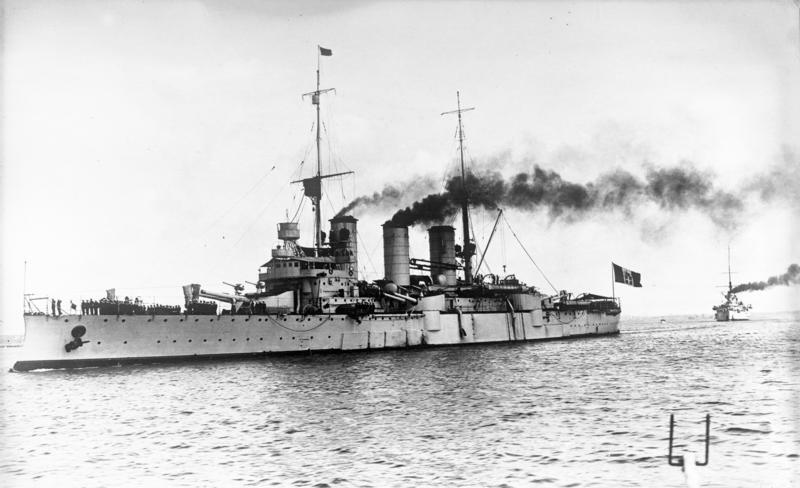
Pisa

- Marco Polo
- Třída Vettor Pisani
- Třída Giuseppe Garibaldi
- Třída Pisa
- Třída San Giorgio

## Kořist z první světové války
- Taranto (třída Magdeburg)
- Bari (třída Pillau)
- Brindisi (třída Novara)
- Venezia (třída Novara)
- Ancona (třída Graudenz)

## Lehké křižníky
- Třída Condottieri:
  - Třída Di Giussano
  - Třída Luigi Cadorna
  - Třída Raimondo Montecuccoli
  - Třída Duca d'Aosta
  - Třída Duca degli Abruzzi
- Třída Capitani Romani

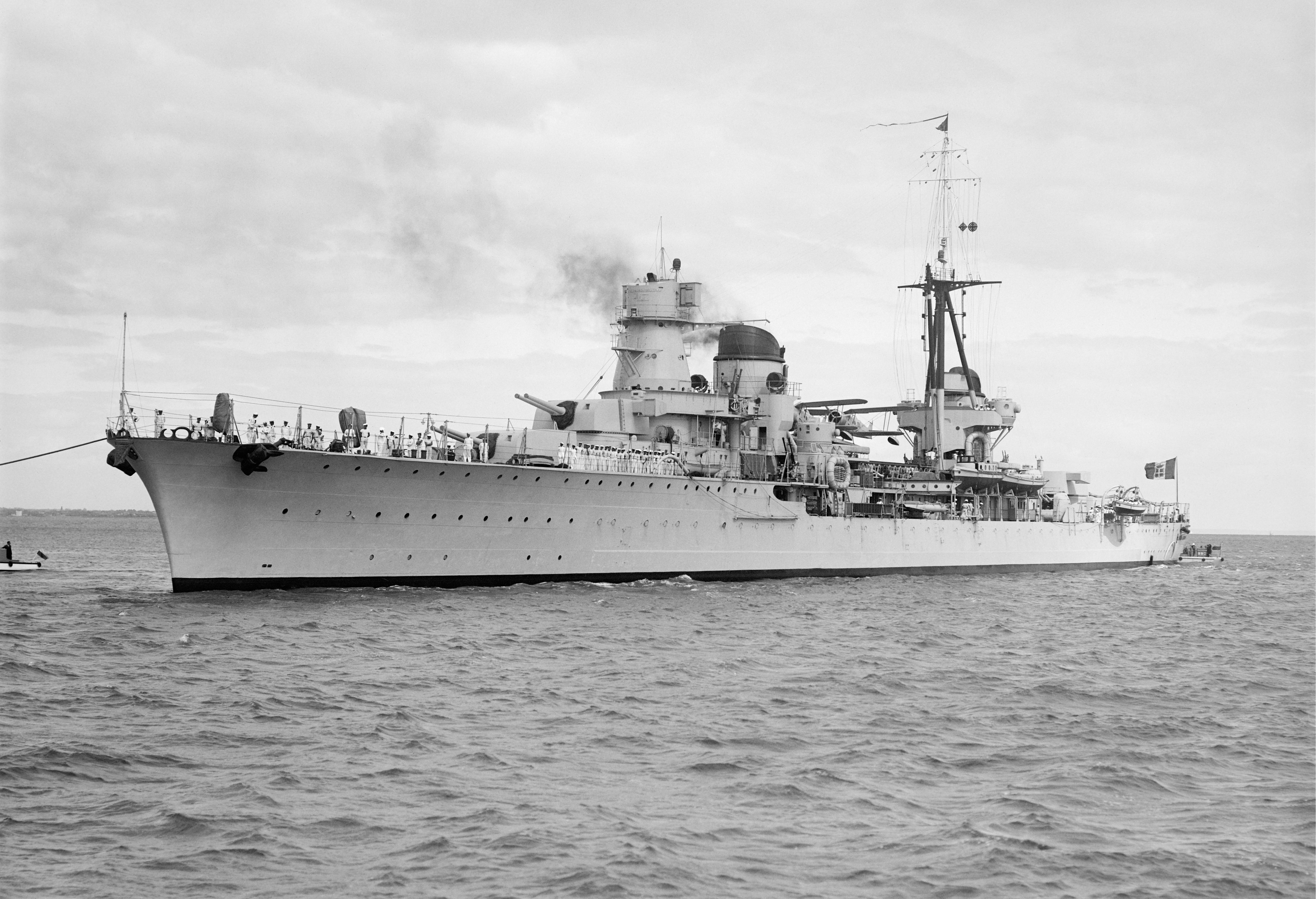
Raimondo Montecuccoli

- Třída Etna – protiletadlové křižníky, původně objednány Thajskem, nedostavěny

## Těžké křižníky

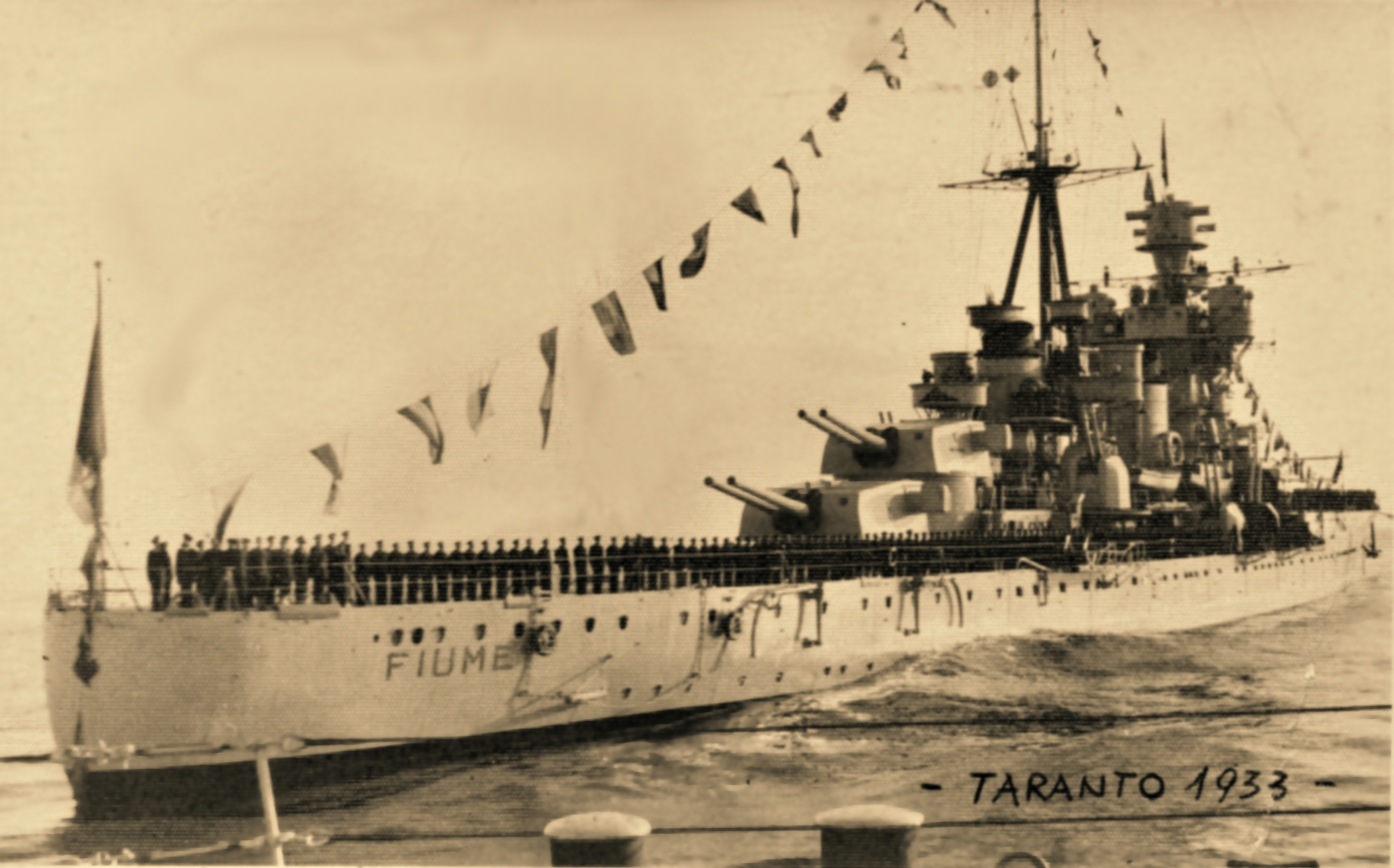
Fiume

- Třída Trento
- Třída Zara
- Bolzano

## Kořist z druhé světové války
- Cattaro (ex Dalmacija, třída Gazelle)
- FR 11 (třída La Galissonnière) – ukořistěn poškozený, oprava nedokončena
- FR 12 (třída La Galissonnière) – ukořistěn poškozený, oprava nedokončena

## Vrtulníkové křižníky
- Třída Andrea Doria
- Vittorio Veneto